# (4477) Kelley
(4477) Kelley ist ein Hauptgürtelasteroid, der am 28. September 1983 am Nazionalna astronomitscheska obserwatorija – Roschen entdeckt wurde.
Der Asteroid wurde am 12. Juli 2014 nach dem NASA-Mitarbeiter Michael Shawn Kelley benannt.